# 발터 그로피우스
발터 아돌프 게오르크 그로피우스(독일어: Walter Adolph Georg Gropius, 1883년 5월 18일~1969년 7월 5일)은 모더니즘을 대표하는 독일의 건축가이다. 근대 건축의 4대거장 (르 코르뷔지에, 프랭크 로이드 라이트, 루트비히 미스 반 데어 로에와 함께)의 한 명으로 여겨진다. 바우하우스의 창립자이며, 1919년부터 1928년까지 초대 교장을 맡았다. 하버드 대학 교수이며 인터내셔널 건축의 주창자다.

## 생애

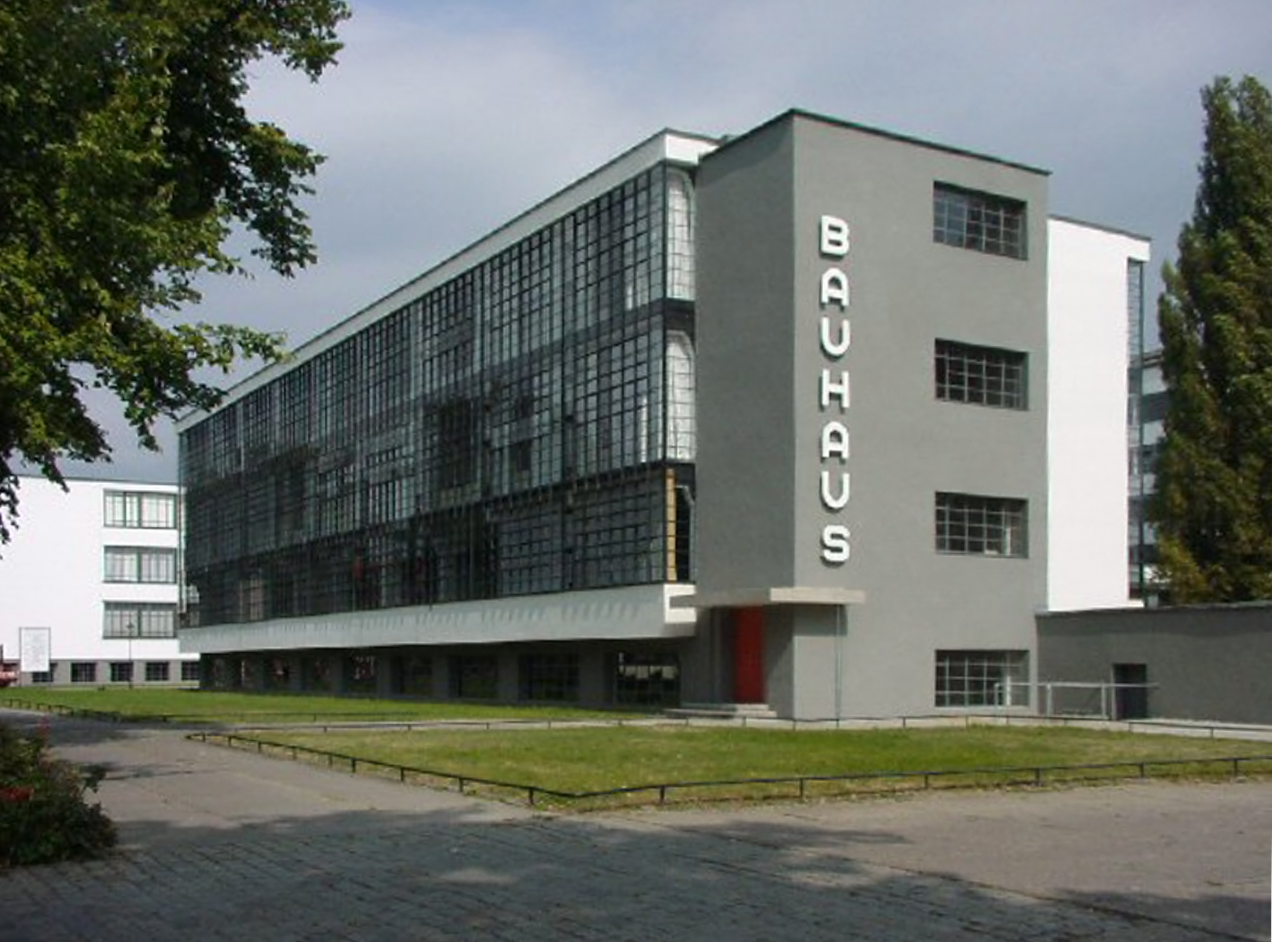
독일, 데싸우에 있는 바우하우스 (1925–1926년에 건축)

발터 그로피우스는 베를린에서 발터 아돌프 그로피우스(Walter Adolph Gropius)와 마논 아우구스테 파울리네 샤른베버(Manon Auguste Pauline Scharnweber)의 셋째 아들로 태어났다. 부유한 건축가였던 아버지의 영향으로 어린시절부터 건축가의 꿈을 키워갔다.
그로피우스는 작곡가 구스타프 말러의 아내였던 알마 쉰들러(1879-1964)와 결혼했다. 발터와 알마 사이의 딸로, 발터의 어머니 이름을 따라 지은 마논은 1916년에 태어났다. 마논은 열 여덟살에 소아마비로 세상을 떠났고, 작곡가 알반 베르크는 그녀를 기억하면서 그의 바이올린 협주곡을 작곡하였다.(이 곡은 "어느 천사를 회상하며(To the memory of an angel)"라는 부제가 있다.) 그로피우스와 알마는 1920년에 이혼했다.(알마는 그때 그녀가 나중에 결혼하는 프란츠 베르펠과 관계를 맺고 있었다.) 1923년에 그로피우스는 이세 프랭크와 결혼했고, 그들은 그로피우스가 죽는 날까지 함께 살았다. 그들 부부는 베아테 그로피우스를 입양했고, 그녀는 이름이 '아티'로 알려지기도 했다.

## 건축활동
그로피우스는 그의 아버지와 큰 아버지인 마틴 그로피우스처럼 건축가가 되었다. 그로피우스는 그림을 그리지 못했고, 그가 살아있는 동안 계속해서 협력자들과 동료 해석자들에게 의존했다. 학교에서 그는 자신의 숙제를 완성시키기 위해 보조자를 고용했다.1907년 그로피우스는 실용주의 학파의 최초 구성원 중 하나이었던 페터 베렌스의 사무실에서 일할 수 있는 자리를 발견했다. 이 당시 그의 직장 동료 중에는 루드비히 미스 반 데어 로에, 르 코르뷔지에, 다트리히 막스(Dietrich Marcks)등이 있었다.
1910년 그로피우스는 베렌스의 사무실을 떠났고, 동료 건축가인 아돌프 메이어와 함께 베를린에서 실제 건물을 건축했다. 그들은 이 기간 동안 건축된 중요한 모더니즘 건물들 중 하나의 명성을 함께 나누어가졌다. 독일 알펠트-안-더-라이네에 있는 "파구스 공장"이 그 건물로, 구두 제조법 중 하나인 라스트 방식으로 구두를 만드는 공장이었다. 이 건물의 유리로 만든 커튼월은, 기능을 반영한 형태라는 근대적인 원칙과 노동자 계층에 건강에 좋은 환경을 제공하려 했던 그로피우스의 관심 모두를 실현한 것이었다.
그로피우스는 평생 건축에 상당한 열정과 관심을 갖고 살았다. 한 가지 철학이나 사상을 갖고 평생을 살아 가는 것이 아니라 많은 사람들로부터 영향을 받고 자신의 생각을 발전시켜 나간다. 독일 공작연맹(Deutsche Werkbund)에서의 활동과 바우하우스(Bauhaus)의 활동을 통해 그의 변화하는 모습을 볼 수 있다. 그의 노년기에는 미국의 하버드대학교 건축학과 학장으로 역임한다.

### 피터 베렌스(Peter Behrens) 사무소 입사, 1907
그로피우스는 1907년 독일 전자회사인 AEG에서 수석 디자이너로 있던 피터 베렌스(Peter Behrens)의 사무소에 입사하게 된다. 그는 페터 베렌스의 영향을 받아 효율적이고 합리적인 건축적 언어를 익히게 된다. 그로피우스는 특히 AEG공장 작업 많이 참여하였다.

### 사무소 개설, 1910
그로피우스는 1910년 동료 건축가인 아돌프 메이어(Adolf Meyer)와 함께 건축사무소를 개설하였다. 그로피우스는 메이어 보다 설계에 능력이 있었고 그에 반해 메이어는 탁월한 언변술을 통하여 일거리 받아왔다. 베렌스의 영향으로 인해서 공장설계를 많이 한다.

#### Fagus Factory, Alfeld-and-der-Leine, 1911
그로피우스는 베렌스의 사무소에서 익힌 기술을 사용하여 그의 파트너인 메이어와 함께 효율적인 "파구스 공장"을 설계하였다. 당대로서는 장식이 없는 모습과 커튼월의 사용, 프레임이 보여주는 열주들의 고전적인 느낌이 회자되었다.

#### Modle Factory and Office, Cologne(Werkbund Exhibition), 1914
그로피우스와 그의 파트너 메이어는 베르크분트에서 개최된 전시회인 Cologne에서 Modle Factory and Office를 보여준다. 이 작품은 "파구스 공장"과 같이 커튼월을 사용하여 건축적 입면에 대한 새로운 가능성을 제시해 주었다. 또한 전면 유리로 덮인 나선형 계단을 설계하여, 계단이 기능적 역할을 수행함과 동시에 디자인적인 요소로 작용할 수 있음을 보여줬다.

### 독일공작연맹(Deutsche Werkbund)회원, 1911
그로피우스는 1911년 독일공작연맹(Deutsche Werkbund)의 회원으로 인정받는다. 당시 독일공작연맹에는 두가지 진형이 있었고 각각 Typisierung과 Kunstwollen으로 불린다. Typisierung은 합리성과 효율성을 추구하며 건축 설계에 있어 그만의 논리와 타당성이 있어야 한다고 주장하였다. Kunstwollen은 반대로 작가 개인의 영감과 표현을 중시하는 진영으로 표현주의적 면모를 갖는다. 그로피우스는 독일공작연맹의 회원으로서 Typisierung 진영에 서서 활동하였다. 같이 활동한 주축으로는 피터 베렌스(Peter Behrens)가 있다.

### 예술을 위한 노동자평의회(Arbeitsrat fur Kunst) 활동, 1918
그로피우스는 1918년부터 예술을 위한 노동자평의회에서 활동을 하게 된다. 그 당시 노동자평의회 활동을 함께하던 주축으로는 Glass Pavilion을 작업한 브루노 타우트(Bruno Taut)가 있다. 노동자평의회는 위에서 말한 독일공작연맹의 분파중 Kunstwollen에 가까운 성격을 갖는다. 표현주의자들이 주축이 되어서 운영되는 이 활동에 그로피우스가 참여했다는 것은 다소 의아할 수 있는 행동이지만 그로피우스는 건축적 진영에 국한되는 것이 아닌 그들의 지향점에 동조되었다. 표현주의자들은 건축과 예술이 세상을 변화시킬 수 있다는 생각을 갖고 작업을 하였고, 그로피우스는 그 모습에 매료된 것이다.

### 바우하우스(Bauhaus) 창립, 1919
그로피우스는 1919년 교장으로서 독일의 바이마르(Weimar)에 바우하우스(Bauhaus)를 창립하게 된다. "짓다"라는 뜻의 "바우(Bau)"와 "집"이라는 "하우스(Haus)"의 합성어인 바우하우스는 건축을 궁극의 목표로 하고 창립되었다. 그럼에도 불구하고 당시 바우하우스에는 건축과가 없었는데 그 이유는 "모든 예술의 결합이 건축이다"라는 발상에서 각 예술적 요소들을 통달한다면 자연적으로 건축적 능력이 오른다고 생각했기 때문이다. 그로피우스는 바우하우스를 창립하며 교수들을 초빙하고 선언문을 작성하였다. 당시 표현주의적 활동을 많이 하던 그로피우스가 초빙한 교수진과 그가 작성한 바우하우스의 선언문은 표현주의적 성격을 띄고 있을 수 밖에 없었다. 따라서 바우하우스에서의 교육 또한 개인적 감각과 영감에 충실한 모습이었다.

#### Bauhaus Building, Dessau, 1925~26
그로피우스는 1925년 독일의 데사우(Dessau)에 바우하우스 빌딩(Bauhaus Building)을 설계한다. 바이마르에 있던 바우하우스가 데사우로 이전할 수 밖에 없었던 이유는 시대적 배경에 있다. 바우하우스 빌딩에는 커튼월이 사용되었고 러시아 구성주의자인 엘 리시츠키(El Lissitzky)의 폰트를 따왔다. 또한 평면적으로는 그로피우스의 이전 작품인 '파거스 공장'을 늘려놓은 느낌을 주며 건축 평면이 전체를 나누는 방식이 아닌 중심에서 뻗어 나갈 수 있다는 새로운 시선을 제시한다. 기둥과 벽이 분리되어 자유로운 입면 구성이 가능함을 잘 보여주고 있다.